# ストロベリーポルノシリーズ
『ストロベリーポルノシリーズ』（英: Strawberry Porno Game Series）とは、1980年代前半に光栄マイコンシステムおよび株式会社光栄（現コーエーテクモゲームス）が8ビットパソコン向けに発売したアダルトゲームのレーベルである。本項では同レーベルよりリリースされた『団地妻の誘惑』（だんちづまのゆうわく、英: Temptation of Housing Complex Wives）・『オランダ妻は電気ウナギの夢を見るか？』（オランダづまはでんきウナギのゆめをみるか、
英: Do Dutch Wives Dream of Electric Eels?）に加え、『ナイトライフ』（英: Night Life）の3作品について詳説する。

## シリーズ
『団地妻の誘惑』・『オランダ妻は電気ウナギの夢を見るか？』の2作品がこのレーベルで発売された。この2作品は、それ以前に発売されたアダルトソフト『ナイトライフ』と合わせて「光栄アダルト三部作」とも呼ばれている。『ナイトライフ』に関しては、『ストロベリーポルノシリーズ』には含まれないとする者や、『ストロベリーポルノシリーズ』が3部作構成であると紹介する者も存在し、この点については意見が分かれている。実際、光栄の広告でも3作のうち一番遅くリリースされた『オランダ妻は電気ウナギの夢を見るか？』を 「ストロベリーポルノ第二弾」として掲載したことがあるが、上記3作をまとめて『ストロベリーポルノシリーズ』と呼称しているものもある。
1982年に発売された『ナイトライフ』をはじめ、1983年の『団地妻の誘惑』などの作品は美少女ゲームの黎明期にリリースされた。IGN Japan編集部の歐陽宇亮は、美少女ゲーム史におけるポルノ的要素の強かった時代の代表作としてその2つを取り上げている。上記の3部作が発売された当時、襟川陽一が光栄のトップを務めていた。襟川はこのシリーズの方向性を、「艶笑落語」のように下品にならずにクスッと滑稽なおかしみがこみ上げるゲーム、としている。もっとも「株式の上場に際して相応しくない」という理由でこれ以上の続編は作られなかった。
アダルトゲームを批評した書籍『超エロゲー』・著者の多根清史はこれらをまとめて「シブサワ・コウB面」と表現している。『永久保存版 80年代マイコン大百科』の著者・佐々木潤によれば、2017年現在において、これら3作品を発売した事実は社史上封印されてしまったと言及されている。その一方で、2000年にリリースされた書籍『美少女ゲームマニアックス』内では、光栄がこれらのアダルトゲームをリリースした過去を特に秘匿しておらず、PCゲーム雑誌『ログイン』などで触れられたことがあると指摘されている。なお、光栄はこれら3部作の他にも、エニックスから発売された『ロリータ・シンドローム』の続編にあたるアダルトゲーム『マイ・ロリータ』を発売している。

## ナイトライフ
『ナイトライフ』は、1982年4月に光栄マイコンシステムが発売したアダルトソフトである。FM-7/8およびPC-8801版はカセットテープ媒体で、PC-9801版で8インチ2Dもしくは5インチ2DD媒体でそれぞれ販売された。日本ファルコムによる『女子大生プライベート』やアスキーによる『Emmy』同様、美少女ゲーム黎明期にPCソフト製造企業がリリースした作品の1つである。
いわゆる美少女ゲーム、アダルトゲームの草分け的作品に位置付けられることもあり、2000年にリリースされた歴代の美少女ゲームを収集し批評した書籍『パソコン美少女ゲーム歴史大全1982‐2000』や『美少女ゲームマニアックス』などで日本製アダルトゲームの元祖と紹介されている。一方で、2016年にリリースされたパソコンゲーム誌の編集者・前田尋之による『ぼくたちの美少女ゲーム クロニクル』および2017年にリリースされた宮本直毅による『エロゲー文化研究概論 増補改訂版』ではハドソンの『野球拳』が日本初のアダルトゲームとされている。とりわけ、前田尋之は『野球拳』が日本初のアダルト「ゲーム」であるのに対し、本作は日本初のアダルト「ソフト」であると位置づけている。
ゲーム内容
本作は夜の夫婦生活をサポートするためのユーティリティソフトという位置づけで、安全日の計算や最適な性交体位の算出（「今日の体位」）、射精に至るまでの時間、体位を記録する機能があった。安全日はオギノ式によって算出される。「今日の体位」の決定者は男性・女性・パソコンの3通りが選択可能で、プレイヤーが選ぶ場合には8つの質問に回答することで体位が決定される。体位はシルエットで画面に表示され、設定した所要時間が終了すると画面が暗転し終了となる。

評価
このゲームについては長崎大学医学部の教授が光栄に感謝の手紙を送ったというエピソードがある一方で、実用性に関しては懐疑的なコメントも存在する。『超エロゲー』の著者・多根は「ベッドの横にパソコンを置き、指示されるメニューを淡々とこなすダンナサマを、オクサマはどんな目で見るんでしょうか。」とコメントし、パソコンゲーム誌の編集者である前田尋之もゲームの実用性について疑問符を付けている。キルタイムコミュニケーションが発行していた中古ゲーム専門誌『ユーズド・ゲームズ』で記事を連載していたライターの大澤良貴は『美少女ゲームマニアックス』に寄せた記事の中で体位の決定をゲームに任せるのはお節介であると述べ、性的なグラフィックを実用的な形態で収録したことについて「実に回りくどい手法のエロゲー」であると評した。
なお、前田の公式サイト「電脳世界のひみつ基地」でライターを務める松田によれば、本作は他のアダルトゲームなどと比較して一風変わった内容と指摘されており、アダルトゲームの前例が無い中で制作側のおふざけや手探りで制作されたものではないかと推察している。一方、宮本直毅はゲーム冒頭の「今日の体位」を決定するシステムには「選択肢進行のゲームに通じるところがある」と評し、ゲーム性が垣間見えると指摘した。

## 団地妻の誘惑
『団地妻の誘惑』は、1983年6月に光栄マイコンシステムによって発売されたシミュレーションゲームである。FM-7/8、MSX、PC-8801版はカセットテープ媒体で、PC-9801版で8インチ2Dもしくは5インチ2DD媒体でそれぞれ販売された。
ゲーム内容
セールスマンの主人公が7階建てのニュー越谷団地に住む女性相手に避妊具を売り込み、会社が設けたノルマを達成しなければならないという設定である。主人公には各種ステータスが設定されており、精力や男性シンボルの角度などもステータス化されていた。ゲーム開始時にこれらのパラメータをルーレット方式で決定する、『信長の野望』と同様のゲームシステムが採用されている。プレイヤーは主に移動・交渉・戦闘といったコマンドを入力することでゲームが進行し、主人公は3Dのダンジョン形式で描画された建物内を移動する。主人公が女性宅を訪問する度に精力のパラメータが増えるシステムで、100を超えると性交渉に移ることができるが、時には女性側から性交渉を迫られることもある。一方で、ニューハーフの部屋を訪問するとレイプされたり、団地の廊下などで幽霊やチンピラが登場したりと、セールスの妨害を行うゲーム要素も存在する。また、手に入れると知性のパラメータが下がってしまうパソコン雑誌のアイテムも登場し、これらの敵やアイテムはランダムで配置が決定するシステムとなっている。Hシーンでは交渉相手と主人公それぞれの快感度を示すグラフが描画され、それを基にキーで操作して相手を先に絶頂に至らせることが出来ればクリアとなる。なお、発売当時アダルトゲームへの規制が無かったものの、性行為中のシーンには「パソリンカット」という文字で検閲が入った。

評価
雑誌『アソコン』によれば、ゲーム中に女性キャラクターのヌードシーンは登場しないが、独自性の強いアイデアと自由度の高さから、ゲーム性自体も高く評価されている。プレイごとに主人公のパラメータを変更できる点、エロティシズムとゲーム性が両立された作風のため、長く遊べるロングセラー作品として愛好されていたという。
その一方、評論家からは賛否両論の声がある。『超エロゲー』の著者・多根はゲームの設定に関して「80年代の日活ポルノをうろ覚えしてコピーしたようなご機嫌さ」と批評している。前田尋之の公式サイト「電脳世界のひみつ基地」上でライターの松田は、バカゲーではあるがゲーム難易度は高いとし、ただ下心の赴くままに行動しているとゲームをクリアできない点について「この妙なリアルさが悔しくて、ついついもうワンプレイしたくなってしまうのが憎い」と評した。宮本直毅はプレイヤーが操作するHシーンのゲームシステムを肯定的に評価し、3Dダンジョン形式は1981年にリリースされた『ウィザードリィ』の影響を受けていると指摘した。漫画家のJ・さいろーは、ゲーム中で女性の裸体が現れない点について「光栄はエロゲーでも硬派一直線」だと述べているが、ゲーム性は当時の水準と比較して凝った内容に仕上がっていると言及している。
本作はフロッピーで7,800円（8インチ2D）もしくは6,800円（5インチ2DD）、テープは4,800円で販売されたが、『パソコン美少女ゲーム歴史大全1982‐2000』内の美少女ゲーム作品の価格相場を批評する記事の中で、黎明期の代表例として『団地妻の誘惑』が取り上げられた。その中で、ライターの紀田伊輔はプラットフォーム間での互換性がなかった時代に機種専用版のゲームソフトを制作せざるを得なかった時代背景に触れつつも、データ容量が1MBにも満たないわりにはフロッピー版の価格設定が割高であったと指摘している。

## オランダ妻は電気ウナギの夢を見るか？
『オランダ妻は電気ウナギの夢を見るか？』は、1984年11月に光栄によって発売された。ジャンルとしてはロールプレイングゲーム、アドベンチャーゲームに分類される。FM-7版はカセットテープ、5インチ2D、3.5インチ2DD媒体で、PC-9801版は5インチ2DD媒体で、PC-8801版はテープもしくは5インチ2D媒体でそれぞれ販売された。本作のパロディ元となった作品はフィリップ・K・ディックの長編SF小説『アンドロイドは電気羊の夢を見るか?』である。リリース当時、光栄の専務だった襟川恵子がゲーム中に収録されているグラフィックスの制作も手掛けた。
ゲーム内容
私立探偵である主人公が火星から脱出し人間になりすましたダッチワイフ「北極6号」3体を捜索する設定で、東京の歓楽街を舞台として進行する。上述した『団地妻の誘惑』や、『信長の野望』等の歴史ゲームと同じく、主人公のパラメータをルーレットで決定するシステムをとっており、プレイヤーはマップ画面上に表示される主人公を操作して移動し、画面に表示されているキャラクターと会話を行うことで情報を入手する。マップ内の店に入るとアドベンチャー画面に移行し、コマンドを選択してゲームを進めていくことになる。プレイヤーは聞き込みや調査の過程で性行為に及ぶことが可能で、性行為を行うことでダッチワイフと人間を判別できる。しかしながら、無防備の状態でダッチワイフとセックスすればすぐさま射精へ至りゲームオーバーとなるため、登場するアイテムなどを駆使してゲームを攻略していくシステムとなっている。

評価
主人公が街中でナンパする設定となっているが、警官にも性交を迫れるシステムとなっており、『超エロゲー』の著者・多根は「マンガ『デトロイト・メタル・シティ』を20年以上も先取り」した内容と評価し、襟川の発想力に脱帽している。ウェブサイト「電脳世界のひみつ基地」上でライターの松田はこのような点を含めてよくあるエロパロディの域を出ていない「なかなかアホな内容」と言及した。前田尋之は本作の元になった『アンドロイドは電気羊の夢を見るか？』を踏まえた上で、本作は「SFというより『すこしふしぎ』なゲームである」と述べている。一方、宮本直毅は作品の内容に関しても「念の入ったパロディ」と表現した上で、平面マップを移動するシステムについて1979年にリリースされた『ウルティマ』による2Dフィールド型RPGの流れを汲んでいると考察を加えている。